# Defláció (közgazdaság)
Deflációnak nevezzük az általános árszínvonal csökkenését egy bizonyos időtávon. A közgazdászok szokták a kifejezést a pénzmennyiség csökkenésére is használni, ami gyakran kiváltó oka az árszínvonal negatív változásának is. A defláció ellentéte az infláció, illetve ha az a gazdasági növekedés lelassulásával is jár, a stagfláció.
A defláció a likviditásigény növekedésével jár együtt, miközben a pénz vásárlóereje nő. A lakosság elhalasztja vásárlásait a további árcsökkenés reményében. A hitelre vásárolt áruk értéke a hitelidőszak végére csökken a pénz vásárlóerejéhez képest. A modern közgazdasági gondolkodás ezért negatív jelenségként, problémaként tekint rá, főként egy esetleges deflációs spirál kialakulásának kockázata, illetve a deflációnak az 1930-as évek nagy gazdasági világválsága kialakulásában játszott szerepe miatt. Ugyanakkor a defláció nem mindig jár együtt negatív gazdasági ciklussal.
Az 1980-as, 90-es években a defláció komoly nehézséget jelentett Japánban, a 2008-ban kirobbant gazdasági világválság nyomán pedig főleg az Amerikai Egyesült Államokat, Nagy-Britanniát és Németországot nyugtalanította. 2013-ban megjelent a defláció veszélye Csehországban és Magyarországon is. Magyarországot 2014 szeptemberében érte el a defláció.